# Jeff Richardson
Pour les articles homonymes, voir Richardson.
(en) Statistiques sur pro-football-reference
(en) Statistiques sur statscrew
Jeffery A. Richardson, né le 1er septembre 1944 à Johnstown, est un joueur américain de football américain.

## Biographie

### Enfance
Richardson étudie à la Central High School de Johnstown et évolue dans les équipes de football américain, de lutte et d'athlétisme,. En lutte, il remporte un titre de champion de Pennsylvanie chez les poids-lourds lors de son avant-dernière année lycéenne après avoir enchaîné vingt-deux victoires consécutives. 

### Carrière

#### Université
Il entre à l'université d'État du Michigan et joue dans l'équipe de football américain des Spartans. Richardson remporte deux titres de champion national universitaire avec Michigan State notamment lors de l'année 1966 où il est titulaire dans la ligne défensive sans oublier un titre de champion de la Big Ten Conference et deux années comme All-American en 1966 et 1967. 

#### Professionnel
Jeff Richardson est sélectionné au sixième tour de la draft 1967 de la NFL au 146e choix par les Jets de New York. Il dispute deux saisons comme remplaçant dans la ligne offensive de New York, décrochant tout de même le Super Bowl III. Lors de la pré-saison 1969, il est échangé aux Bengals de Cincinnati contre un choix au cinquième tour de la draft 1970 mais ne dispute aucune rencontre avec cette franchise, étant envoyé, deux mois plus tard, chez les Dolphins de Miami après une transaction financière. 
Pour Miami, Richardson retourne dans la ligne défensive mais ne joue que trois rencontres avant d'intégrer les Jays de Jersey dans les ligues mineures de la Continental Football League et de l'Atlantic Coast Football League pendant deux ans.